# カーネギア (小惑星)
カーネギア (671 Carnegia) は小惑星帯に位置する小惑星。ヨハン・パリサがウィーンのウィーン天文台で発見した。
アンドリュー・カーネギーが設立したワシントン・カーネギー協会に因んで名付けられた。